# Tjasker Meestersveen
De Tjasker Meestersveen is een paaltjasker ten oosten van het dorp Zeijen, dat in de Nederlandse provincie Drenthe ligt.

## Beschrijving
In Drenthe werden tjaskers vroeger benut voor het bemalen van vennetjes ten behoeve van de turfstekerij. De tjasker bij het Meestersveen stond voor 1940 nabij het Drentse dorp Amen. Het molentje werd in de jaren tachtig in een boerenschuur in Rolde aangetroffen en vervolgens gerestaureerd. In 1983 werd hij op zijn huidige locatie geplaatst. De eigendom van de tjasker werd in 2006 door de Molenstichting Drenthe overgedragen aan de Werkgroep Zeijerwiek. Het onderhoud wordt verzorgd door enkele bewoners van Zeijen. 's Winters wordt het molentje opgeslagen, zoals dat vroeger ook gebeurde. Het nut hiervan is dat water in de tonvijzel niet kan opvriezen en dus niet uiteen kan zetten, waardoor de ton uit elkaar zou kunnen worden geduwd.
De tjasker bij het Meestersveen is een van de weinige die op de Rijksmonumentenlijst staan.